# Snörslå

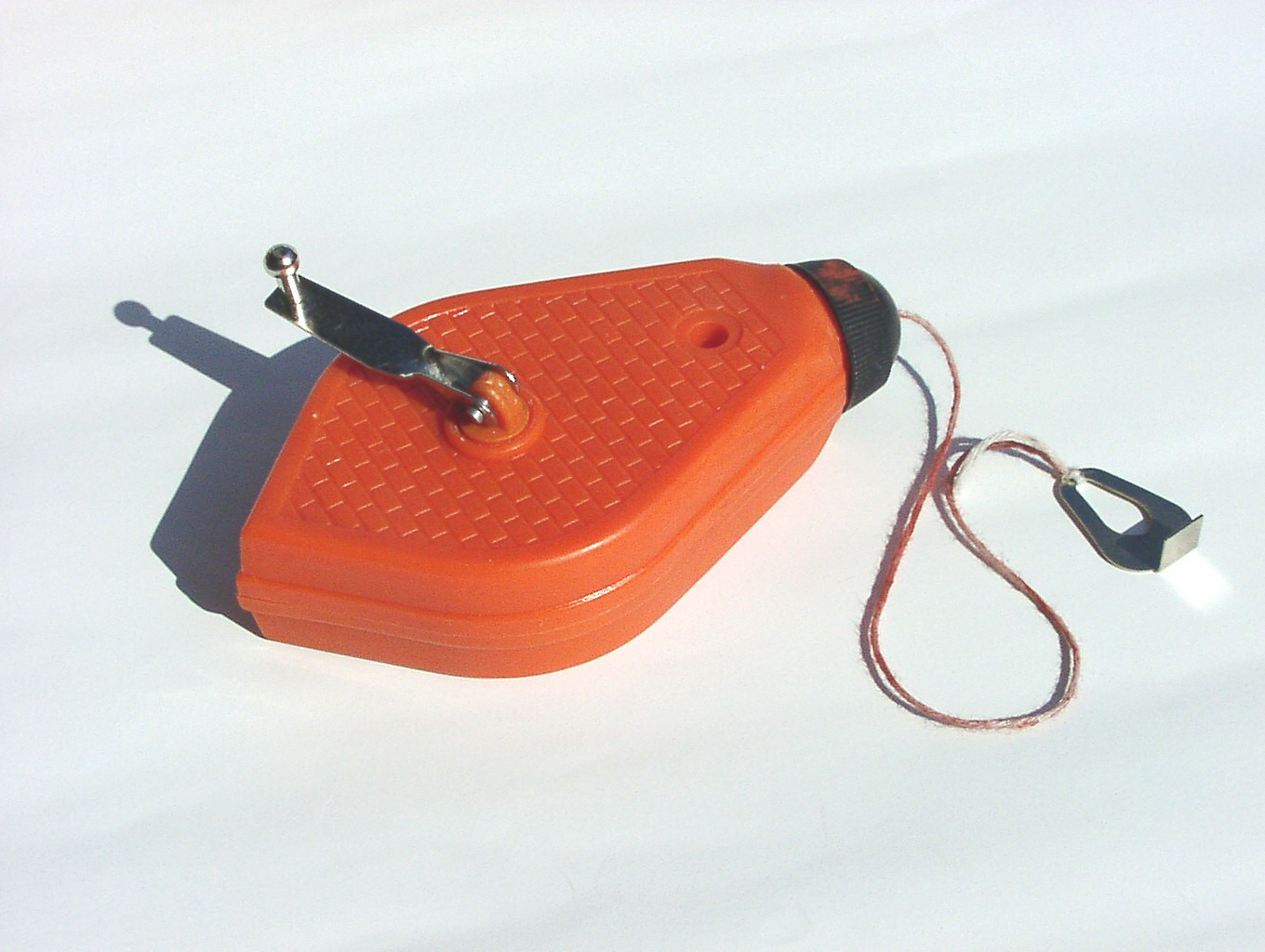
Snörslå.

Snörslå eller märksnöre är ett verktyg som består att ett snöre som befinner sig på en rulle i en kassett som innehåller ett pigment i form av ett pulver. Ett snörslå används av olika hantverkare för att slå ut raka linjer, exempelvis vid montering av kablar. Ett snörslå används på så sätt att snörets ände fästs utefter det objekt som man önskar märka med en linje, snöret spänns, varefter användaren drar snöret bort från objektet och släpper det så att en linje med färgpigmentet avtecknas på objektet.   